# Cómplices (librería)
Cómplices fue una librería especializada en temas LGBT, abierta en 1994 en Barcelona, siendo la primera de su tipo en dicha ciudad y la segunda en España después de Berkana.

## Historia
La librería, creada por Connie Dagas y Helle Bruun e inspiradas en otras librerías LGBT de Europa, abrió sus puertas el 21 de abril de 1994, ubicada primero en el número 2 de la calle Cervantes y trasladándose posteriormente al número 4. Las dependientas señalan que desde sus inicios han tenido buena aceptación en la Ciutat Vella, a excepción de un grafiti con insultos que fue pintado en su fachada cuando José María Aznar triunfó en las elecciones generales de 1996.
En 1995 se asoció con la librería LGBT Berkana de Madrid para lanzar el sello literario Egales (Editorial Gay y Lesbiana), publicando su primer libro ese mismo año. El sello se ha especializado en ensayos y narrativa, y hacia 2016 ya habían publicado más de 450 títulos. La librería también se ha asociado con el Grup Lesbos para crear el sitio web Lesbifem, en donde se han publicado relatos lésbicos y biografías de lesbianas famosas.
En marzo de 2009 la librería presentó un blog en donde se entregaban reseñas sobre diferentes publicaciones LGBT. El 24 de octubre de 2022 la librería anunció su cierre para el 31 de diciembre del mismo año.